# Баклановка (Сорочинський міський округ)
Бакла́новка (рос. Баклановка) — село у складі Сорочинського міського округу Оренбурзької області, Росія.

## Населення
Населення — 364 особи (2010; 422 у 2002).
Національний склад (станом на 2002 рік):
- росіяни — 78 %